# Södermanlands runinskrifter 275
Runinskrift Sö 275 är en mindre bit av en som troligtvis varit rätt stor runsten. Den står nu uppställd vid Strängnäs domkyrka i Strängnäs socken och Åkers härad i Södermanland. Strax intill står Sö 279. Totalt sju runstenar finns här vid kyrkan, antingen inmurade eller stående utanför.

## Stenen
Stenen är känd alltsedan 1600-talet som ett fragment och ingick då i en husmur. Kring 1750 låg den som en stenbro i borgmästarens gård, försvann och återfanns 1864 som en del av en stalltrappa. Den restes åter 1872 i Nabbhagen, en plantering vid Mälarstranden. Därefter flyttades den ånyo 1931 till sin nuvarande plats vid Strängnäs domkyrka. Biten är 94 cm hög och 56 cm bred. Materialet är granit. Stenens ursprungliga plats är liksom runristaren okänd. Han använde svensk runrad från 1000-talet.

## Inskriften
Runsvenska: [Hann (?) ma]nna (?) best (?) mat[aR] (?) i (?) hæimi (?) vaR (?)
Normaliserad: ...na * bist * mat-- (h)i * a[imi * uar]
Nusvenska: "...han var den gästfriaste av alla män i världen..." 
Den bevarade texten som syns ovan är slutet av en längre runinskrift. Ordet 'bäst' är läsbart, och någonting med 'mat', vilket har tolkats att mannen i fråga var en mycket gästfri person.